# Stychometria
Stychometria – numerowanie wierszy w danym tekście, połączone z umieszczaniem na marginesach cyfr, oznaczających kolejne wersy lub w przypadku prozy linijki druku. 
Starożytni Grecy oraz Rzymianie mieli zwyczaj mierzyć długość swoich dzieł literackich liczbą linii. Przede wszystkim dzieła poetyckie miały numerowane i liczone wersety. W dziełach Homera linia zawierała około 36 liter i 16 sylab. Tak odmierzone linie nazywane były στιχοι, albo επη. 
Z rękopisów Nowego Testamentu Codex Coislinianus (VI) stosuje stychometrię. Kodeks z Clermont ma zamieszczony na końcu tzw. Catalogus Claromontanus, starszy niż kodeks, w którym wszystkie księgi Nowego Testamentu są wyliczone z podaniem liczby ich στιχοι. 